# Национални парк Ловћен
Национални парк Ловћен се налази у Црној Гори, медитеранској држави у југоисточном делу Европе. Национални парк обухвата централни и највиши део ловћенског масива, површине 6.220 хектара. Проглашен је Националним парком 1952. године.
Смештен у југозападном делу Црне Горе, уздиже се са ивица јадранског басена, затварајући тако дуге и вијугаве бокељске заливе, чинећи залеђе древном поморском граду Котору.
На релативно узаном простору срећу се бројни и разноврсни облици рељефа, наглашени у средишњем делу планине, где се Ловћен највише издигао Штировником и Језерским врхом. Падине планине су камените, са бројним шкрапама, јамама и дубоким вртачама, дајући крајолицима специфичан изглед.
Налазећи се на граници две сасвим различите природне целине, мора и континента, Ловћен трпи утицаје оба климатска типа. Специфичан спој животних услова условио је развој разноврсних биолошких система.
На подручју овог националног парка значајну вредност чини културно-историјско наслеђе. Својеврстан архитектонски реликт, вредан пажње, представљају чувене ловћенске серпентине. Стари пут од Котора вијуга уз Ловћен до Његуша, живописног планинског села, у којем се налазе родне куће Петра II Петровића Његоша, знаменитог црногорског владике и песника из 19. века и последњег владара Црне Горе, краља Николе I Петровића.
Ловћенски крај обилује бројним елементима народног градитељства. Аутентичне су старе куће и сеоска гумна, као и колибе у катунима – летњим сточарским насеобинама. Са видиковца, у непосредној близини, пружа се поглед на Бококоторски залив и Катунску нахију коју је Бернард Шо, када је угледао, назвао Камено море.
Кроз Национални парк пролази пут Цетиње—Његуши—Котор, познат у народу и као Которске канице, први колски пут направљен у Црној Гори. Званичан назив овог пута је Регионални пут Р-1. Дугачак је 36.3 км, а широк највећим делом 5 м.

## Маузолеј
Најмонументалнији споменик националног парка Ловћен је Његошев маузолеј, подигнут на Језерском врху, месту које је овај истакнути песник и мислилац још за живота изабрао за вечни починак.
Петар II Петровић Његош је још за живота саградио на Језерском врху капелицу у којој је доцније и сахрањен. По аустријској окупацији Црне Горе у време Првог светског рата, ова је црква срушена (и Његошево тело пренето у Цетињски манастир) да би поново била обновљена у време краља Александра, двадесетих година 20. века. Године 1970. тадашња комунистичка власт у Црној Гори је почела припреме за њено рушење и изградњу маузолеја који је у стилу Бечке сецесије замислио вајар Иван Мештровић.
Југословенска јавност се узбунила и масовно протестовала против кршења Његошеве последње воље и рушења скромне задужбине у корист монументалне грађевине какву Његош никада не би желео.
- Језеро у Парку
- Језерски врх
- Највиши врх Ловћена, Штировник
- Врх Бабина глава
- Пут Цетиње—Његуши—Котор
- Поглед са Ловћена на Бококоторски залив